# Wilfredo Loyola
Wilfredo Loyola Torriente (Cienfuegos, 31 dicembre 1967) è un ex schermidore cubano naturalizzato italiano, specializzato nella spada. Ha vinto due medaglie di bronzo ai Campionati mondiali di scherma.

## Palmarès
In carriera ha conseguito i seguenti risultati:
- Mondiali

Losanna 1987: bronzo nella spada individuale.
Denver 1989: bronzo nella spada a squadre.
- Giochi panamericani:

Indianapolis 1987: oro nella spada a squadre ed argento individuale.